# Terry Cooper
Terry Cooper (Knottingley, 12 luglio 1944 – Leeds, 31 luglio 2021) è stato un calciatore e allenatore di calcio inglese, di ruolo terzino.
Si distingueva per potenza fisica e per la propensione al gioco d'attacco, con frequenti veloci incursioni sulla sua fascia.

## Carriera
Giocò nel Leeds per la maggior parte della sua carriera e vi vinse due campionati inglesi (1969 e 1974), due Coppe delle Fiere (1968 e 1971), una FA Cup (1972) ed una Coppa di Lega (1968).

## Palmarès

### Giocatore

#### Competizioni nazionali
- Coppa di Lega inglese: 1

Leeds: 1967-1968
- Campionato inglese: 2

Leeds: 1968-1969, 1973-1974
- Coppa d'Inghilterra: 1

Leeds: 1971-1972
- Coppa delle Fiere: 2

Leeds: 1967-1968, 1970-1971
- Charity Shield: 1

Leeds: 1969

### Allenatore

#### Competizioni nazionali
- Football League Trophy: 1

Bristol City: 1985-1986
- Campionato inglese di quarta divisione: 1

Exeter City: 1989-1990